# Giftgas i 1. verdenskrig
Brugen af giftgas i 1. verdenskrig var en stor opdagelse inden for militæret. Giftgassen varierede fra kemikalier såsom tåregas og den noget farligere sennepsgas, over til dødelig typer som fosgen og klor. Den kemiske krigsførelse spillede en stor rolle i verdenskrigen. Det var dog begrænset, hvor mange der faktisk døde af gasangreb. Man anslår, at  4 % af det samlede antal faldne i kamp døde som følge af giftgas. Den forholdsvis lave procentdel skyldes, at man udviklede effektive modtræk og forholdsregler ved gasangreb. I de senere etaper af krigen steg brugen af gas, mens dens effektivitet faldt, fordi man blev bedre til at forsvare sig imod den. Først da tyskerne i april 1915 skiftede tåregas ud med klorgas ved Ypres, begyndte gasangrebene at give afgørende resultater.
Den omfattende brug af kemiske gasser bidrog til, at 1. verdenskrig af mange blev opfattet som "kemikerens krig".

## Tilskadekomne
Britiske tal fra 1916 angiver, at blandt soldater udsat for gasangreb, mistede 3 % livet, mens 2 % blev permanent invalide. Hele 70 % var raskmeldte inden for seks ugers behandling. Ofte var soldaterne psykisk mærket som følge af gasanbrebet, og gas blev opfattet som en af de største farer ved at ligge ved fronten.
| Dato                      | Stof        | Tilskadekomne (officielle tal) | Tilskadekomne (officielle tal) |
| Dato                      | Stof        | Døde                           | Overlevende                    |
| ------------------------- | ----------- | ------------------------------ | ------------------------------ |
| April-maj 1915            | Klor        | 350                            | 7.000                          |
| Maj 1915-juni 1916        | Tåregas     | 0                              | 0                              |
| December 1915-august 1916 | Klor        | 1.013                          | 4.207                          |
| Juli 1916-juli 1917       | Forskellige | 532                            | 8.806                          |
| Juli 1917-november 1918   | Sennepsgas  | 4.086                          | 160.526                        |
| April 1915-november 1918  | Total       | 5.981                          | 180.539                        |

I alt opgøres antallet af døde til 36.279, og det samlede antal af døde og tilskadekomne til 750.079 af Dieter Martinez i 1965.